# Luiz Felippe de Queiros Mattoso
Luiz Felippe de Queirós Mattoso (Rio de Janeiro, 4 de julho de 1937) é um médico brasileiro. Felippe Mattoso se formou em medicina no ano de 1961, pela Faculdade Nacional de Medicina, da Universidade do Brasil, atual Faculdade de Medicina da UFRJ, e foi Residente Médico em Radiologia no Massachusetts General Hospital (Boston, EUA) de 1962 a 1965. Foi um dos pioneiros em Radiologia Intervecionista e de novos modos de diagnóstico por imagem (US, TC, RM e PET-CT) e é um dos radiologistas mais conhecidos no Brasil.
Foi eleito membro da Academia Nacional de Medicina em 1983, ocupando a cadeira 83, que tem Vital Brazil como patrono. Tornou-se membro emérito em 2016.